# Umpisaari
Umpisaari är en ö i Finland. Den ligger i sjön Pitkäjärvi och i kommunen Miehikkälä i den ekonomiska regionen  Kotka-Fredrikshamn  och landskapet Kymmenedalen, i den södra delen av landet, 170 km öster om huvudstaden Helsingfors. Öns största längd är 90 meter i sydöst-nordvästlig riktning.

## Klimat
Trakten ingår i den hemiboreala klimatzonen. Årsmedeltemperaturen i trakten är 0 °C. Den varmaste månaden är juli, då medeltemperaturen är 16 °C, och den kallaste är februari, med −12 °C.